# Мигейш, Жозе Родригеш
Жозе́ Клауди́ну Родри́геш Миге́йш (порт. José Claudino Rodrigues Miguéis; 9 ноября 1901, Лиссабон — 27 октября 1980, Нью-Йорк) —  португальский писатель, драматург, один из наиболее значительных представителей реализма в португальской литературе XX века. Гранд-офицер португальского ордена Сантьяго (GOSE, 1979).

## Передача имени
До 1970—1980-х годах среди переводчиков-испанистов, редакторов изданий было принято передавать имя писателя неким образом на испанский лад, или, возможно, с бразильским акцентом: Жозе Родригес Мигейс. В настоящее время, согласно правилам португальско-русской практической транскрипции, принятым с 1974 года, корректней использовать орфографию более приближённую к произношению европейского (пиренейского или континентального) варианта португальского языка — Жозе Родригеш Мигейш.

## Биография и творчество
А. Ж. Сарайва и О. Лопеш указали дату рождения писателя 9 ноября 1901, и год смерти — 1981.
В 1924 году окончил юридический факультет Лиссабонского университета. В 1933 году получил стипендию для обучения за границей и продолжил образование в Бельгии, где окончил Брюссельский свободный университет по специальности «педагогика». В Португалии занимался юриспруденцией, сотрудничал в прогрессивных газетах и журналах, преподавал в школе, отличился ораторскими и педагогическими способностями, заинтересовавшись идеологией, разделял марксистские взгляды с целью организации народных масс для обновления нации. С начавшимся с 1926 года усилением диктатуры писатель был вынужден покинуть родину и долгие годы искать убежища в Париже. В 1935 году эмигрировал в США, но в продолжал сотрудничество с португальскими и испанскими издательствами, посещал Португалию, куда вернулся в 1957 году. В США работал переводчиком, преподавал в университете, был помощником редактора «Ридерз дайджест».
Е. А. Ряузова оценила Ж. Р. Мигейша как выдающегося португальского новеллиста середины XX века, а А. Ж. Сарайва и О. Лопеш отнесли писателя к наиболее значительным представителям так называемого этического реализма (или критического порт. realismo ético ou crítico). Указанные португальские литературоведы отметили его близость к поколению журнала «Презенса» (geração presencista — от Presença), а также родство его творческих устремлений с мировосприятием Жозе Гомеша Феррейры и Ирены Лижбоа.
Уже первое значительное произведение Морайша, повесть «Счастливая пасха» (Páscoa feliz), было признано лучшим сочинением в духе реализма Достоевского, который был введён на португальскую почву Раулом Бранданом. В 1946 году в Бразилии писателю удалось опубликовать сборник рассказов «Там, где кончается ночь» (Onde a noite se acaba). Родригеш Мигейш смог освоить различные повествовательные техники — как португальские, так и зарубежные, передавать ситуации широкой гаммой различных тональностей, наполнить свою прозу юмором, — поэтому в своё время его стиль был признан в высшей степени элегантным. Более всего писателя волновал вопрос личной ответственности. Обеспокоенность данным аспектом как при описаниях лиссабонской жизни, так и в воспоминаниях о проведённых в Бельгии юношеских годах сближает его с Жозе Гомешем Феррейрой и Иреной Лижбоа. Его персонажи, поставленные в разработанную Достоевским ситуацию преступления и наказания, проходят через угрызения совести, и только раскаявшись могут начать новую жизнь. Фигура писателя не соответствовала навешанным ярлыкам «русский или кейрозианец, романтик или реалист» (russo ou queirosiano, romântico ou realista), эстетика его творчества не совпадала с неореализмом. Реализм Мигейша одновременно отличается как от реализма Эсы де Кейроша, так и от неореализма, и в той же мере его не следует путать с понятиями бразильского и северо-американского социального реализма. Этический реализм Мигейша занимает уникальное место в художественной литературе XX века.
Перевёл на португальский язык произведения Эрскина Колдуэлла, Фрэнсиса Скотта Фицджеральда, Карсон Маккалерс, Стендаля. Отдельные произведения Мигейша переведены на английский, итальянский, немецкий, польский, чешский и русский языки.

## Премии, награды и звания
- 1932 — удостоен премией Дома печати (Prémio Casa da Imprensa) за повесть «Счастливая пасха» (Páscoa feliz)[4][2]
- 1959 — премия Каштелу Бранку (Prémio Castelo Branco) за сборник рассказов и новелл Léah e outras histórias[6][2]
- 1976 — избран членом Лиссабонской академии наук
- 1979 — 3 сентября удостоен португальским орденом Сантьяго и званием гранд-офицера[8]

## Публикации
- 1932 — Páscoa feliz (повесть «Счастливая пасха»[2], 3-е издание 1965[3])
- 1946 — Onde a noite se acaba («Там, где кончается ночь», сборник рассказов и новелл, 4-е издание 1968 года[3])
- 1957 — Saudades para Dona Genciana[3] («Воспоминания о доне Женсиане», рассказ)
- 1957 — O Natal do clandestino (сборник рассказов «Рождество подпольщика»[2])
- 1958 — Léah e outras histórias (сборник рассказов и новелл, 9-е издание 1983[6])
- 1959 — Uma aventura inquietante (детективная повесть «Беспокойное приключение», 4-е издание 1984[6])
- 1960 — Um homem sorri à morte com meia cara («Человек, улыбавшийся смерти», автобиографический рассказ[6])
- 1960 — A escola do paraíso («Школа в раю», роман, 6-е издание 1984[6])
- 1960 — O passageiro do Expresso (театральная пьеса)
- 1962 — Gente da terceira classe (сборник рассказов и новелл, 4-е издание 1984[6])
- 1964 — É proibido apontar. Reflexões de um burguês - I (очерки)
- 1971 — A Múmia
- 1971 — Nikolai! Nikolai! (роман)
- 1973 — O espelho poliédrico (очерки)
- 1973 — Comércio com o inimigo (рассказы)
- 1974 — As harmonias do "Canelão". Reflexões de um burguês - II (очерки)
- 1975 — Чудо, по словам Саломе O milagre segundo Salomé (роман в 2-х томах)
- 1981 — O pão não cai do céu (роман, посмертное издание)
- 1982 — Passos confusos (рассказы)
- 1983 — Arroz do céu (рассказ)
- 1984 — O Anel de Contrabando
- 1985 — Uma flor na campa de Raul Proença
- 1991 — Idealista no mundo real
- 1996 — Aforismos & desaforismos de Aparício

## Переводы на русский язык
- Несмываемое пятно / Пер. с порт. С. Вайнштейна и Г. Туровера // Современная португальская новелла / Сост., предисл. Е. А. Ряузовой. — М. : Прогресс, 1977. — 400 с. Из сборника «Воспоминания о доне Женсиане».